# Iveco TurboStar
L’IVECO TurboStar est un camion de la gamme lourde du constructeur italien IVECO de Turin construit entre 1984 et 1993.
Il succède à l'Iveco 190 Turbo.

## Histoire
Les premiers exemplaires de l'IVECO 190 TurboStar ont été confiés à la presse spécialisée pour des essais sur route à l'été 1984. Les premières photos sont publiées par la revue italienne "Tuttotrasporti" dans son numéro de septembre. La couleur officielle des véhicules est gris argent métallisé. Les premières versions ont toutes été photographiées dans cette couleur gris métallisé et ce n'est que plus tard, bien après la présentation officielle qu'apparaîtront les bandes décoratives de couleur qui caractériseront la série.
Lors de son lancement officiel au Salon de Paris en octobre 1984, le TurboStar était disponible en deux versions avec deux motorisations distinctes : le 190-33 et le 190-42. Le premier utilisait le moteur Fiat V.I.-IVECO 8210.22S, 6 cylindres en ligne suralimenté avec intercooler de 13 798 cm3 qui développait une puissance de 330 ch DIN à 1 800 tr/min, tandis que le second était équipé du moteur Fiat-IVECO 8280.22S, 8 cylindres turbo de 17 174 cm3, qui équipait déjà le précédent 190-38 Turbo de 1981 mais qui, avec l'application d'un nouveau turbocompresseur, atteignait la puissance considérable, pour l'époque, de 420 ch DIN à 1 800 tr/min. Le TurboStar pouvait monter soit une boîte ZF ECOSPLIT 16S190 à 16 rapports synchronisés soit la boîte FULLER RT 14613 à 13 rapports à enclenchement rapide. L'ABS était disponible en option.
D'un point de vue technique, le TurboStar représentait l'évolution naturelle du 190-38 même si plus de 2 000 composants avaient été modifiés par rapport au modèle précédent. Une étude méticuleuse avait porté principalement sur la cabine qui avec les tests et essais sur route avait duré 24 mois. Les premiers essais ont commencé en septembre 1982 : les premiers prototypes du TurboStar ont été testés sur le circuit IVECO de Markbronn (ULM, Allemagne), d'autres en Finlande et d'autres sur l'ex piste Fiat de Nardò (Lecce, Italie). La même année, une étude de marché, commandée par IVECO et menée sur plus de 2 000 chauffeurs de camions internationaux, avait montré qu'un des facteurs les plus importants à prendre en compte pour les chauffeurs, dans le choix d'un nouveau camion, était le confort en cabine et ensuite les prestations du véhicule. C'est pour cela qu'un soin particulier a été apporté par IVECO à la cabine de ce nouveau modèle, par la refonte de sa conception avec un traitement particulier des vibrations aux basses fréquences de la cabine et de la boîte de vitesses.
Même si le châssis était connu puisqu'il dérivait directement de la précédente série 190, ce qui était le plus frappant, lors de la présentation en juillet 1984 à Taormine, était la cabine. À première vue, elle semblait entièrement nouvelle mais, en l'observant attentivement, on pouvait apercevoir un air de famille avec l'ancienne cabine "T-Range" qui équipait le 190-38 par exemple. Elle est plus large, mais le style est similaire. La porte est restée la même, avec son déflecteur caractéristique. Le passage de roue est maintenant raccordé au pare-chocs à travers les marches d'accès à la cabine et n'est plus parfaitement circulaire. Les feux de gabarit au-dessus de la cabine sont déplacés sur les côtés et deviennent bidirectionnels. Des études très rigoureuses dans la soufflerie du centre de recherches Fiat à Orbassano ont permis d'obtenir une cabine à l'aérodynamique soignée avec un CX exceptionnel de 0,53. Quelques détails caractéristiques de la version 190-38 Turbo Spécial ont été repris, comme le toit surélevé par rapport à la cabine T-Range de base et le spoiler de toit réglable en hauteur (en fonction du gabarit de la remorque) avec un compartiment éclairé où figure en grosses lettres le logo IVECO, les déflecteurs d'angle intègrent les clignotants, le pare-chocs avant intègre les feux antibrouillard et les longues portées dans le spoiler. Les rétroviseurs sont réglables électriquement et dégivrants. Les vitres latérales de la cabine sont habillées avec une grille en plastique et la paroi du fond ne comporte plus de vitrages qui ont été abandonnés après la série 190-35.
La position de conduite est celle caractéristique de tous les véhicules IVECO avec le siège très avancé sur le volant horizontal. On note par contre un nouveau tableau de bord qui conserve l'instrumentation typique IVECO de ces années là, mais anticipe la tendance des constructeurs (notamment Scania qui s'est ensuite inspiré du TurboStar), qui verra le tableau de bord s'agrandir sur le côté droit jusqu'à entourer le conducteur. On notera le remplacement du tableau d'interrupteurs linéaire et plat qui prévalait sur les cabines T-Range. La console centrale regroupe les commandes de la climatisation ainsi qu'une table amovible. Dans sa première version, le nouveau TurboStar offrait en série : les rideaux occultant la zone nuit, les sièges à suspension pneumatique, un coffre-fort, des vitres électriques sur les deux portes, deux couchettes, les antibrouillards et longues portées intégrés dans le spoiler, une penderie et des essuie-lave-phares. Parmi les principales options : pare-soleil, réfrigérateur et chauffe plats.
L'essai sur route effectué par la revue "Tuttotrasporti" est publié dans le numéro de février 1985. Le TurboStar 190.42 de l'essai du magazine disposait d'une boîte ZF à 16 rapports et tractait une semi Cardi chargée pour obtenir un poids total de 42,97 tonnes. (NDR : le PTRA en Italie est d 44 tonnes pour les semi-remorques ave5 essieux depuis 1974). C'était le camion dont tout le monde parlait à l'époque, techniciens, chauffeurs et transporteurs. Les caractéristiques du moteur V8 ont fait l'objet d'éloges unanimes "moteur très puissant, avec un couple d'exception ... les caractéristiques de ce moteur sont incroyables, sur une autoroute de montagne comme celle de la Cisa on peut faire la démonstration de ce que sait faire le TurboStar 190-42". La cabine recueille aussi des avis positifs pour sa conception, sa finition et sa composition. Le TurboStar devient une référence sur son segment. Le TurboStar 190.42 est un camion aux performances remarquables et avec une consommation raisonnable par rapport aux performances délivrées. Direction, embrayage, freins, boîte de vitesses, suspensions et confort marquent aussi des progrès par rapport aux IVECO précédents.
Avec son TurboStar, IVECO ouvre la voie à une nouvelle référence dans le domaine des transports longs trajets.
Il faut souligner que bien que ce nouveau modèle ait été entièrement étudié et mis au point sous la bannière IVECO, lors de sa sortie, le Turbostar, disposait du logo FIAT sur la calandre, en bas à droite, comme si le constructeur voulait idéalement inscrire son produit dans la lignée des fameux Fiat 684 et Fiat 619 avec la cabine « type H » des années 1970, en service dans plusieurs continents.
En 1987, le 190-33 est remplacé par le 190-36, toujours équipé du moteur Fiat-IVECO 6 cylindres en ligne de 13 798 cm3 mais avec une puissance de 360 ch DIN, s'insérant bien dans la demande des transporteurs pour la gamme « moyenne » des flottes européennes. Plus tard, en 1990, sa puissance est portée à 377 ch DIN, mais conserve l'appellation -36 sur de nombreux marchés.
La version Turbostar "Série 1984" sera produite jusqu'en 1989 lorsqu'au Salon de l'automobile de Turin 1989, IVECO  présente le nouveau TurboStar 190.48, modèle au moteur encore plus puissant puisque doté de système intercooler.
TurboStar EuroPalace : à la fin des années 1990, le carrossier néerlandais Estepe lança une version TurboStar avec toit rehaussé, un pavillon du style Volvo Globetrotter rétro-éclairé, qui peut remplacer le pavillon standard Iveco. Quelques transporteurs ont effectué cette transformation.

## Les différentes versions du TurboStar
- 190-33 / 190-33T (1984-1987) : moteur Fiat-IVECO 8210.22S - 6 cylindres 13 798 cm3 développant 330 ch à 1 800 tr/min. En Italie, le tracteur a été homologué avec un PTR de 40 tonnes au lieu de 44 t en raison du non-respect du rapport poids/puissance de 8 ch/t.

- 190-42 / 190-42T (1984-1989): moteur Fiat-IVECO 8280.42 - 8 cylindres 17 174 cm3 développant 420 ch DIN à 1 800 tr/min. Existe en configuration 4X2 tracteur et porteur isolé. La plupart des 190-42 ont été transformés en 6x2 par des ateliers spécialisés indépendants.

- 190-36 / 190-36T / 240-36 (1987-1992) : moteur Fiat-IVECO 8210.40, le même 6 cylindres que le 190-33, mais plus puissant. En fait, il développe une puissance de 360 ch DIN à 1 800 tr/min. Il y a également une série 240-36 disposant d'un 3e essieu IVECO en série. À partir de 1990, le moteur 8210.41 du 190-36 développe 377 ch DIN au lieu de 360.

- 190-48 / 190-48T / 240-48 (1989-1993) : moteur Fiat-IVECO 8280.42S inter-refroidi développant 476 ch DIN à 1 800 tr/min. Dispose des mêmes versions dérivées que le -42 ci-dessus.

En 1993, IVECO remplace la gamme TurboStar par la série IVECO EuroStar.